# Růžová zahrada (Konopiště)
Růžová zahrada je rozárium, které se nachází v parku zámku Konopiště. Tvoří ho zahrada, budovy včetně skleníku, jezírko a různé dekorace.

## Historie
Zahrada byla založena v letech 1906–1913 jako součást výstavby parku v okolí zámku, který patřil Františku Ferdinandovi d'Este. V této době zde bylo vysazeno až 200 kultivarů a druhů růží, a to převážně keřových. V pozdější období ale tyto výsadby zarůstaly a po druhé světové válce dosáhlo poškození nejvyšší míry. V 60. letech byla zahrada kompletně zrekonstruována, návrh rekonstrukce pocházel od Bohumila Kavky a Milady Opatrné. Přibližně o 30 let později, v letech 1995–2000, došlo i k rekonstrukci skleníků, které byly zpřístupněny veřejnosti.

## Popis
Areál zahrady má dnes rozlohu přibližně 5 ha. Je oplocen, vstup je umožněn novobarokní branou se sochami alegorií Práce a Vědy.
Zahrada se dá rozdělit na dvě části: část u skleníku a spodní parter.

### Parter

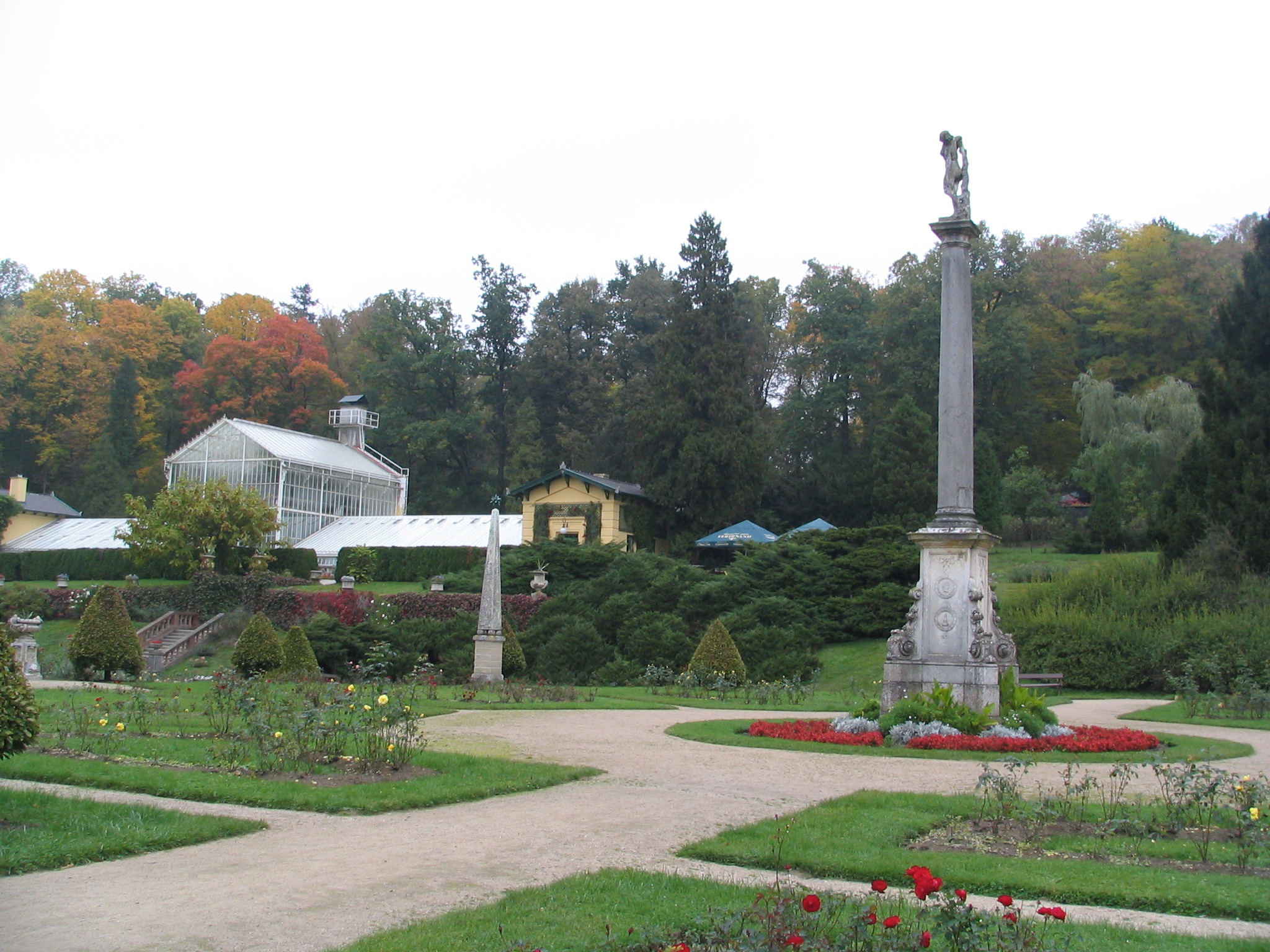
Pohled ze zahrady

Parter je velká vodorovná plocha, zde postavená ve stylu francouzské zahrady. Dominantní část zdejších rostlin tvoří růže, ale dnes se zde nacházejí i jiné druhy rostlin, na jižní straně převažují vodomilné rostliny včetně rákosu. Zahrada je vyzdobena i obelisky, vázami či sochami. Dominantu parku tvoří socha Lukrécie, vysoká 9 metrů, která se nachází přibližně uprostřed parku. V jižní části zahrady leží jezírko s lekníny, jehož břehy tvoří alpinum.
Poblíž jezírka se nachází unikátní korkový pavilon s vysokou výtvarnou hodnotou. Sloužil i jako reprezentativní místnost, kde se František Ferdinand setkal například s císařem Vilémem II. Jde o altán s osmibokým půdorysem a jehlanovitou střechou, tvořenou slaměnými došky. V zahradě se vyskytují i živočichové (zvláště luční ptáci nebo hmyz, opylující zdejší rostliny), také jsou zde chováni pávi.

### Skleník a okolí

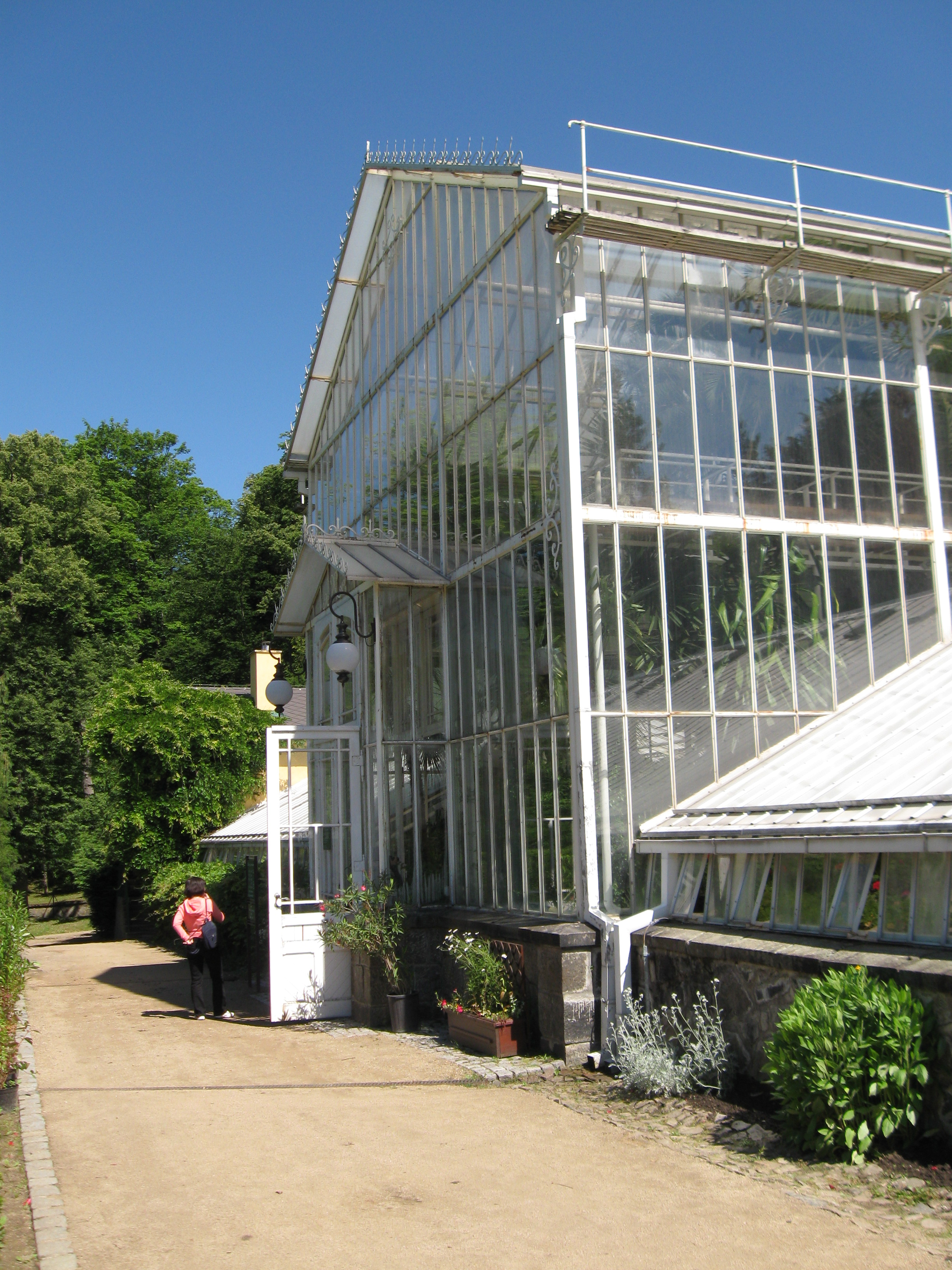
Skleník

V horní části zahrady, nad parterem, se nachází skleník s rozlohou 1200 m². Ten slouží nejen pro pěstování rostlin pro tuto zahradu, ale i pro celý areál. Část skleníku, ve které jsou pěstovány exotické rostliny včetně orchidejí a je zde i menší jezírko s rybami, je za poplatek otevřena veřejnosti. Vedle skleníku roste cizokrajná wistárie čínská, kvetoucí fialově několikrát do roka. Vedle skleníku se nachází hospodařská budova a kavárna.

## Přístup
Zahrada (s výjimkou skleníku) je volně přístupná veřejnosti. Nachází se nedaleko budovy zámku a přímo u brány je i zastávka místního turistického vláčku.